# Walterskirchen (Herrschaft)
Die Herrschaft Walterskirchen war eine Grundherrschaft im Viertel unter dem Manhartsberg im Erzherzogtum Österreich unter der Enns, dem heutigen Niederösterreich.

## Ausdehnung
Die Herrschaft, der auch das Passauerlehen Althöflein und Böhmischkrut angehörten, umfasste zuletzt die Ortsobrigkeit über Böhmischkrut, Kleinhadersdorf, Harersdorf, Ginzersdorf, Althöflein und Walterskirchen. Der Sitz der Verwaltung befand sich im Schloss Walterskirchen.

## Geschichte
Letzte Inhaberin der zum Teil im Familienfideikommiss und zum Teil als Allod gehaltenen Herrschaft war Antonia Herzogin von Sachsen-Coburg-Gotha geborene Fürstin von Koháry, bis die Herrschaft mit den Reformen 1848/1849 aufgelöst wurde.